# Tre uomini in frak
Tre uomini in frak è un film del 1932 diretto da Mario Bonnard. 
Il film è anche noto col titolo alternativo L'amore che canta. Girato secondo il sistema del doppio cast, fu realizzato in italiano (con questo cast) e in francese, con i De Filippo sostituiti da attori comici di madre lingua. Tito Schipa manteneva il suo ruolo recitando in francese.
Al momento la versione estera, intitolata I sing for you alone è disponibile, mentre della versione italiana, impreziosita oltre che dalla partecipazione dei De Filippo anche da Milly, si è persa ogni traccia. È uno dei piccoli "graal" della cinematografia perduta.

## Trama
In questo film i De Filippo interpretano una parte minore e fanno da spalla a Tito Schipa il cui ruolo è quello di un bravo tenore terrorizzato dal pubblico e sfruttato da due "compari" (Gilberto e Andrea) al primo dei quali "presta" la sua voce non riuscendo ad esibirsi in prima persona; in questo modo Gilberto diventa famoso al suo posto; infine, quando arriva il successo, il cantante si riappropria della sua voce.

## Produzione
Il film fu prodotto da Giuseppe Amato per la Caesar Film.  Venne girato in due versioni, una italiana dal titolo Tre uomini in frack e una francese dal titolo Trois hommes en habit.

## Distribuzione
Il film in Italia e in Francia venne distribuito dalla Caesar Film e dalla Prima Film in una versione di 70 minuti, mentre negli Stati Uniti uscì in una versione di 58 minuti, distribuita dalla J.H. Hoffberg Company.
Nel 1994, la Bel Canto Society lo distribuì negli USA in video in una versione doppiata in inglese.

### Date di uscita
- Portogallo: 2 aprile 1933
- Francia: 30 giugno 1933
- Finlandia: 27 ottobre 1940